# The Narcissist
The Narcissist è un singolo del gruppo musicale britannico Blur, pubblicato il 18 maggio 2023 come primo estratto dal nono album in studio The Ballad of Darren. Fu il primo materiale pubblicato dal gruppo dall'album The Magic Whip nel 2015.

## Accoglienza
Alexis Petridis di The Guardian assegnò al brano 4 stelle su 5, definendolo meno confuso e più diretto di "Go Out", il singolo principale del precedente album del gruppo, The Magic Whip.
Mollie Potter di The Edge diede 4.5 stelle su 5, definendo la canzone un "riconoscimento brillante e astuto dei loro trionfi passati, insieme a una testimonianza della loro crescita come band nei decenni successivi al periodo di massimo splendore degli anni Novanta".
Christopher Jackson di City A.M. descrisse la canzone come una colonna sonora dell'estate.
Consequence scelse il brano come sua canzone della settimana il 19 maggio 2023, definendolo "un'odissea che costruisce ma non implode mai".

## Formazione
- Damon Albarn – voce
- Graham Coxon – chitarra, voce, sassofono
- Alex James – basso, voce
- Dave Rowntree – batteria, percussioni, voce

## Classifiche
| Classifica (2023)                    | Posizione massima |
| ------------------------------------ | ----------------- |
| Japan Hot Overseas (Billboard Japan) | 17                |
| UK Singles (OCC)                     | 81                |
| US Rock Airplay (Billboard)          | 34                |